# Anthem for Winds and Percussion (Smith)
Anthem for Winds and Percussion is een compositie voor harmonieorkest van de Amerikaanse componist Claude T. Smith. 